# Josaia Bukalidi
Josaia Bukalidi (27 mei 1981) is een voormalige Fijisch voetballer die bij voorkeur als aanvaller speelt.    
Op 7 april 2001 in de thuiswedstrijd tegen Amerikaans Samoa maakte Bukalidi zijn debuut voor Fiji voetbalelftal. Hij speelde hele wedstrijd mee en hij begon in de basis, de wedstrijd ging gewonnen met 13-0.  Hij heeft 9 wedstrijden gespeeld en 2 doelpunten gescoord voor zijn nationale ploeg.
Bukalidi beëindigde zijn voetbalcarrière in 2013.